# Lenguas ugrias
Las lenguas ugrias o úgricas son un subgrupo de lenguas urálicas formado por las lenguas obi-ugrias, el mansi (o vogul) y el janty (u ostyak), de un lado y el húngaro de otro lado. El parentesco de las dos primeras es razonablemente cercano, y el parentesco de estas dos con el húngaro es más lejano, incluso disputado.

## Historia
La relación especial entre los magiares o húngaros y los hablantes de lenguas obi-ugrias se remonta a los siglos XV o XVII, cuando el exónimo latino hungarus se comparó con el topónimo ruso Yugra o Yugria para designar una región en la cuenca del río Obi. La creencia de parentesco basada en esta observación anecdótica se reforzó cuando durante el siglo XIX ganó difusión el hecho cierto de que algunos pueblos de la cuenca del Obi se autodenominaban mansi, término que se comparó con la autodenominación magyar de los húngaros.
El parentesco basado en esta evidencia parece incompatible con la extendida creencia de que el nombre hungarus sería una derivación del nombre turco on-ogur ('siete tribus'), nombre de una federación de pueblos procedentes del oeste de los Urales de lo que habrían formado parte presumiblemente los proto-húngaros.
Budenz fue el primer autor que trató de aplicar el método comparativo a diversas lenguas urálicas. Su trabajo era defectivo en muchos sentidos, y en él el húngaro no se considera especialmente ligado a ninguna otra lengua urálica. Fue Donner (1879) quien propuso que las lenguas urálicas debían separarse en ugrofinesas y samoyedas, pero se basó ante todo en opiones personales sobre la morfología y no sobre un trabajo riguroso. La investigación posterior en la lingüística urálica ha asumido tácitamente un parentesco especialmente cercano entre el húngaro y las lenguas Obi-ugrias, basado en el trabajo de Donner. Sin embargo, dicha relación especialmente cercana entre húngaro y Obi-ugrio ha sido puesta en duda por varios autores. De hecho, actualmente no existe una reconstrucción ortodoxa del proto-ugrio sobre la base del mansi, el janty y el húngaro. Abandolo (1998), uno de los investigadores más reconocidas en lingüística urálica, afirma sobre la relación del húngaro y el Obi-ugrio:

Aunque tipológicamente similares en muchos aspectos (ampliamente aglutinantes, con armonía vocálica, postposiciones, sufijos posesivos y concordancia nominal reducida), el húngaro se desvía en gran medida en ciertos aspectos, en particular en el desarrollo de las vocales y los detalles de la flexión del nombre y el verbo
Abandolo, Uralic Languages, 1998, pp. 428

## Discusión del parentesco
Como grupo lingüístico el ugrio es un grupo filogenético discutido y no aceptado universalmente como subdivisión válida dentro de las lenguas urálicas. De hecho actualmente no existe ninguna reconstrucción adecuada del proto-ugrio, aunque algunos autores han intentado un esbozo de reconstrucción.
De hecho las dificultades principales parecen estar relacionadas con que, dentro de las lenguas urálicas, el húngaro no parece especialmente cercano ni en gramática ni en léxico compartido a las lenguas obi-ugrias. Es decir, si bien las lenguas ob-úgricas están cercanamente emparentadas, subyace el problema de decidir si existe una lengua diferente del proto-urálico, llamada eventualmente proto-ugrio del cual puedan derivarse regularmente tanto las lenguas obi-ugrias como el húngaro.
Sin embargo, a pesar de que el húngaro ha resistido todos los intentos riguroso de encajarlo con las lenguas Obi-ugrias, en la comunidad lingüística la creencia de que la relación entre el húngaro y el obi-ugrio fue establecida ya en el siglo XIX sigue teniendo vigor.

### Proto-ugrio
Una forma rigurosa de probar que dos o más lenguas están filogenéticamente emparentadas es reconstruir la protolengua o ancestro común, del cual se derivarían cada una de las lenguas modernas mediante cambios fonéticos altamente regulares. Para el proto-ugrio esto no se hizo de la manera convencional nunca, y sólo en 1988 Sammallahti "solucionó" la ausencia de una reconstrucción razonable mediante lo que llamó "interpolación" o "reconstrucción reversa", en la que mediante la postulación de un conjunto de reglas y fonemas ad hoc, reconstruyó algo intermedio entre la reconstrucción del proto-urálico de Jahunen y los datos conocidos de las lenguas obi-ugrias y el húngaro. Cabe decir que este procedimiento no es una aplicación del método comparativo canónico, y ha sido criticado por su falta de naturalidad y por partir como base de lo que se pretende probar. Aun así esta "interpolación" adolece de numerosos problemas y está plagada de irregularidades no explicables, particularmente en la evolución de las vocales y varios fonemas consonánticos.

### Húngaro
El húngaro tiene un sistema de casos marcadamente diferente de las lenguas obi-ugrias. Aunque al igual que éstas se trata de una lengua aglutinante, parte de su sistema de casos podría ser relativamente reciente y su formación incipiente puede rastrearse en uno de los primeros textos en húngaro, el Halotti beszéd donde se encuentran formaciones como:
(1) gimilɾ-be-n > gyümölcs-ben
(2) miloɾt-be-n > malaszt-ban
(3) vilag-bel-e > világ-ba
(4) uruzag-bel-e > ország-ba
(5) timmuce-bel-ev-l > tömlöc-ből
(6) gimilcíc-tu-l > gyümölcs-től
(7) uro-m-chuz > ura-m-hoz
Se ve que en los ejemplos (2)-(5) la armonía vocálica no se aplica con bél 'interior' (< 'intestino') en húngaro antiguo, pero sí en húngaro moderno. Y lo mismo diría que pasa con -tu en (6).
Por otra parte, la comparación léxica muestra que el húngaro comparte casi el mismo número de cognados con las lenguas pérmicas que con las lenguas obi-ugrias.

## Características comunes
El húngaro y las lenguas obi-ugrias comparten esencialmente rasgos tipológicos, que se dan no sólo en esas lenguas sino también en otras lenguas urálicas y altaicas:
- Tipología morfológica de carácter aglutinante.
- Existencia de postposiciones.
- Armonía vocálica
- Escasez de concordancias.
- Inexistencia de distinciones de género.

Es decir, no existen características peculiares o innovaciones específicas comunes a todo el obi-ugrio y el húngaro que no estén en otras lenguas urálicas, salvo unos pocos hechos señalados por Sammallahti, poco conclusivos. Esto podría ser reflejo del hecho de que el grupo ugrio no es realmente una unidad filogenética en sí misma, y que sus características similares no son el resultado de un parentesco especialmente cercano como se había supuesto comúnmente.

### Comparación léxica
Los numerales en diferentes lenguas ugrias son:
| GLOSA | Húngaro        | Mansi septent. | Janty oriental | PROTO- UGRIO |
| ----- | -------------- | -------------- | -------------- | ------------ |
| '1'   | ɛɟ egy         | akʷa           | əj             | *əgʲ-        |
| '2'   | kɛttøː kettő   | kit(iɣ)        | kætkən         | *ket-        |
| '3'   | haːrom három   | χuːrum         | qoləm          | *qoːləm      |
| '4'   | neːɟ négy      | nʲila          | næləm          | *nʲel-       |
| '5'   | øt öt          | at             | wet            | *wet         |
| '6'   | hɒt hat        | χoːt           | qut            | *qot         |
| '7'   | heːt hét       | saːt           | læwət ~ jæwət  | *sæːt        |
| '8'   | ɲolts nyolc    | nʲollow        | nɨləɣ          | *nʲol-       |
| '9'   | kilɛnts kilenc | oːntəllow      | əjərjøŋ        |              |
| '10'  | tiːz tiz       | low            | (jøŋ)          | *low?        |
El morfema jøŋ es un préstamo del túrquico.